# Amyosoma chinense
Amyosoma chinense är en stekelart som först beskrevs av Szepligeti 1902.  Amyosoma chinense ingår i släktet Amyosoma och familjen bracksteklar. Inga underarter finns listade i Catalogue of Life.